# Batallón de la Fuerza Aérea Moscú
El Batallón de la Fuerza Aérea Moscú (Luftwaffen-Bataillon Moskau) fue una unidad militar de la Luftwaffe durante la Segunda Guerra Mundial.

## Historia
Formado en el invierno de 1941/1942 con 2 compañías. En 1942 es renombrado Regimiento de Infantería de la Fuerza Aérea Moscú.

## Teatro de operaciones
- Frente Oriental, área central de Rzhev (invierno 1941-1942)